# Agrilus arizonus
Agrilus arizonus är en skalbaggsart som beskrevs av Knull 1934. Agrilus arizonus ingår i släktet Agrilus och familjen praktbaggar. Inga underarter finns listade i Catalogue of Life.